# Andropogon pinguipes
Andropogon pinguipes är en gräsart som beskrevs av Otto Stapf. Andropogon pinguipes ingår i släktet Andropogon och familjen gräs. Inga underarter finns listade i Catalogue of Life.